# Natallja Safronnikava
Natallja Safronnikava, nata Vinogradova, accreditata come Natalya Safronnikova dalla IAAF (in bielorusso Наталля Сафроннікава?; Vawkavysk, 28 febbraio 1973), è un'ex velocista e triplista bielorussa.
In carriera è stata campionessa mondiale indoor dei 200 metri piani a Budapest 2004.

## Record nazionali

### Seniores
- 60 metri piani indoor: 7"04 ( Minsk, 21 febbraio 2001)
- 100 metri piani indoor: 11"34 ( Tampere, 12 febbraio 2001)
- 200 metri piani: 22"68 ( Brema, 24 giugno 2001)
- 200 metri piani indoor: 22"91 ( Birmingham, 14 marzo 2003)

## Palmarès
| Anno | Manifestazione  | Sede        | Evento       | Risultato        | Prestazione | Note                          |
| ---- | --------------- | ----------- | ------------ | ---------------- | ----------- | ----------------------------- |
| 1995 | Mondiali        | Göteborg    | 200 m piani  | Batteria         | 23"33       |                               |
| 1996 | Giochi olimpici | Atlanta     | 200 m piani  | Semifinale       | 22"98       |                               |
| 1997 | Mondiali        | Atene       | 200 m piani  | Batteria         | 23"66       |                               |
| 1999 | Mondiali indoor | Maebashi    | 60 m piani   | Batteria         | 7"32        |                               |
| 1999 | Mondiali        | Siviglia    | 100 m piani  | Semifinale       | 11"33       |                               |
| 1999 | Mondiali        | Siviglia    | 200 m piani  | Semifinale       | 23"16       |                               |
| 2001 | Mondiali indoor | Lisbona     | 60 m piani   | Semifinale       | 7"28        |                               |
| 2001 | Mondiali indoor | Lisbona     | 200 m piani  | Bronzo           | 23"17       |                               |
| 2001 | Mondiali        | Edmonton    | 100 m piani  | Quarti di finale | 11"40       |                               |
| 2001 | Mondiali        | Edmonton    | 200 m piani  | Semifinale       | 23"02       |                               |
| 2001 | Universiade     | Pechino     | 200 m piani  | Bronzo           | 23"16       |                               |
| 2003 | Mondiali indoor | Birmingham  | 200 m piani  | 5ª               | 23"61       |                               |
| 2003 | Mondiali        | Saint-Denis | 200 m piani  | 6ª               | 22"98       |                               |
| 2003 | Mondiali        | Saint-Denis | 4×100 m      | 7ª               | 43"47       |                               |
| 2004 | Mondiali indoor | Budapest    | 60 m piani   | 8ª               | 7"23        |                               |
| 2004 | Mondiali indoor | Budapest    | 200 m piani  | Oro              | 23"13       |                               |
| 2004 | Giochi olimpici | Atene       | 200 m piani  | Quarti di finale | 23"63       |                               |
| 2004 | Giochi olimpici | Atene       | 4×100 m      | 5ª               | 42"94       | Record nazionale              |
| 2005 | Europei indoor  | Madrid      | Salto triplo | 6ª               | 14,31 m     | Miglior prestazione personale |
| 2006 | Europei         | Göteborg    | 4×100 m      | Bronzo           | 43"61       |                               |
| 2007 | Mondiali        | Osaka       | 4×100 m      | 6ª               | 43"37       |                               |

## Altre competizioni internazionali
2003
- 5ª alla World Athletics Final ( Monaco), 200 m piani - 22"97